# Laurence Courtois
Laurence Courtois (Kortrijk, 18 januari 1976) is een voormalig professioneel tennisspeelster uit België.

## Loopbaan
Courtois begon haar professionele loopbaan in 1993. In 2002 besloot zij haar loopbaan te beëindigen, omdat de resultaten begonnen terug te lopen. Zij won geen titels in het enkelspel op de WTA-tour, maar won op dit niveau wel vier titels in het dubbelspel. Zij won tevens drie ITF-toernooien in het enkelspel en dertien in het dubbelspel.
Haar beste resultaat op een grandslamtoernooi was het bereiken van de derde ronde op het Australian Open van 1996. Op de Olympische Spelen van 1996 bereikte zij de tweede ronde na een zege op Anna Koernikova. Zij verloor vervolgens van Karina Habšudová. Haar hoogste positie op de WTA-ranglijst is de 37e plaats, die zij bereikte in november 1996.
In het dubbelspel bereikte Courtois op alle vier grandslamtoernooien de derde ronde. Op de Olympische Spelen van 1996 bereikte zij ook in het dubbelspel de tweede ronde, samen met Sabine Appelmans, na een zege op het Argentijnse koppel Gabriela Sabatini en Patricia Tarabini. Zij verloren vervolgens van het Zwitserse duo Martina Hingis en Patty Schnyder. Haar hoogste positie op de WTA-ranglijst is de 32e plaats, die zij bereikte in april 2000.
In 2001 won Courtois samen met Els Callens, Kim Clijsters en Justine Henin de Fed Cup.
In juli 2001 trouwde zij met Bart Crols.

## Posities op deWTA-ranglijst
Positie per einde seizoen:
| jaar | rang enkelspel | rang dubbelspel |
| ---- | -------------- | --------------- |
| 1991 | 727            | 310             |
| 1992 | 293            | 189             |
| 1993 | 124            | 124             |
| 1994 | 103            | 93              |
| 1995 | 63             | 53              |
| 1996 | 44             | 44              |
| 1997 | 188            | 97              |
| 1998 | 124            | 81              |
| 1999 | 79             | 39              |
| 2000 | 130            | 44              |
| 2001 | 170            | 74              |
| 2002 | –              | 895             |

## Palmares
| Legenda                |
| ---------------------- |
| Grandslamtoernooi      |
| Olympische Spelen      |
| Year-End Championships |
| Tier I                 |
| Tier II                |
| Tier III               |
| Tier IV & V            |

### WTA-finaleplaatsen enkelspel
| nr.              | finale     | toernooi     | ondergrond | tegenstandster      | score    |         |
| ---------------- | ---------- | ------------ | ---------- | ------------------- | -------- | ------- |
| gewonnen finales |            |              |            |                     |          |         |
| geen             |            |              |            |                     |          |         |
| verloren finales |            |              |            |                     |          |         |
| 1.               | 1996-05-19 | WTA Cardiff  | gravel     | Dominique Van Roost | 4-6, 2-6 | details |
| 2.               | 1999-06-13 | WTA Tasjkent | hardcourt  | Anna Smashnova      | 3-6, 3-6 | details |

### WTA-finaleplaatsen vrouwendubbelspel
| nr.              | finale     | toernooi       | ondergrond    | partner                 | tegenstandsters                           | score         |         |
| ---------------- | ---------- | -------------- | ------------- | ----------------------- | ----------------------------------------- | ------------- | ------- |
| gewonnen finales |            |                |               |                         |                                           |               |         |
| 1.               | 1994-02-20 | WTA Parijs     | hardcourt (i) | Sabine Appelmans        | Mary Pierce Andrea Temesvári              | 6-4, 6-4      | details |
| 2.               | 1998-08-09 | WTA Istanbul   | hardcourt     | Meike Babel             | Åsa Carlsson Florencia Labat              | 6-0, 6-2      | details |
| 3.               | 1999-04-25 | WTA Caïro      | gravel        | Arantxa Sánchez Vicario | Irina Spîrlea Caroline Vis                | 7-5, 1-6, 7-6 | details |
| 4.               | 1999-10-24 | WTA Bratislava | hardcourt (i) | Kim Clijsters           | Volha Barabansjtsjikava Lilia Osterloh    | 6-2, 3-6, 7-5 | details |
| verloren finales |            |                |               |                         |                                           |               |         |
| 1.               | 1995-01-08 | WTA Jakarta    | hardcourt     | Nancy Feber             | Claudia Porwik Irina Spîrlea              | 2-6, 3-6      | details |
| 2.               | 1996-04-14 | WTA Jakarta    | hardcourt     | Nancy Feber             | Rika Hiraki Naoko Kijimuta                | 6-7, 5-7      | details |
| 3.               | 1996-05-19 | WTA Cardiff    | gravel        | Els Callens             | Katrina Adams Mariaan de Swardt           | 0-6, 4-6      | details |
| 4.               | 1997-10-26 | WTA Luxemburg  | tapijt (i)    | Meike Babel             | Larisa Neiland Helena Suková              | 2-6, 4-6      | details |
| 5.               | 2000-11-05 | WTA Leipzig    | tapijt (i)    | Kim Clijsters           | Arantxa Sánchez Vicario Anne-Gaëlle Sidot | 7-6, 5-7, 3-6 | details |

## Resultaten grandslamtoernooien
| Legenda | Legenda                          |
| ------- | -------------------------------- |
| g.t.    | geen toernooi gehouden           |
| l.c.    | lagere categorie                 |
| –       | niet deelgenomen                 |
| G       | uitgeschakeld in de groepsfase   |
| 1R      | uitgeschakeld in de eerste ronde |
| 2R      | uitgeschakeld in de tweede ronde |
| 3R      | uitgeschakeld in de derde ronde  |
| 4R      | uitgeschakeld in de vierde ronde |
| KF      | uitgeschakeld in de kwartfinale  |
| HF      | uitgeschakeld in de halve finale |
| F       | de finale verloren               |
| W       | het toernooi gewonnen            |
| w-v     | winst/verlies-balans             |

### Enkelspel
| toernooi        | 1994 | 1995 | 1996 | 1997 | 1998 | 1999 | 2000 |
| --------------- | ---- | ---- | ---- | ---- | ---- | ---- | ---- |
| Australian Open | 1R   | 2R   | 3R   | –    | –    | 1R   | 1R   |
| Roland Garros   | 1R   | 2R   | 2R   | 1R   | –    | 1R   | 1R   |
| Wimbledon       | 1R   | 2R   | 2R   | 1R   | –    | 1R   | 1R   |
| US Open         | 1R   | 1R   | 2R   | –    | 1R   | 1R   | –    |

### Vrouwendubbelspel
| toernooi        | 1993 | 1994 | 1995 | 1996 |    | 1998 | 1999 | 2000 | 2001 | 2002 |
| --------------- | ---- | ---- | ---- | ---- | -- | ---- | ---- | ---- | ---- | ---- |
| Australian Open | –    | 1R   | 2R   | 1R   | 1R | 2R   | 2R   | 3R   | –    |      |
| Roland Garros   | 2R   | 1R   | 1R   | 1R   | –  | 3R   | 1R   | 3R   | 1R   |      |
| Wimbledon       | –    | 1R   | 1R   | 1R   | –  | 3R   | 1R   | 2R   | –    |      |
| US Open         | –    | –    | 3R   | –    | 3R | 2R   | 3R   | 3R   | –    |      |